# Portes de Maisons-Laffitte
Les portes, sont un monument, protégée des monuments historiques, située à Maisons-Laffitte, dans le département français des Yvelines.

## Localisation
Les Portes de Maisons-Laffitte se situent à l'entrée principale du parc de Maisons-Laffitte, au niveau du 2 rue de la Muette, dans le département des Yvelines (78600). Elles marquent l'accès à l'ancien domaine du château de Maisons, aujourd'hui intégré à la ville. Le parc, vaste espace résidentiel et boisé, s'étend entre la Seine et la forêt de Saint-Germain-en-Laye. 

## Histoire
Les Portes ont été construites au XVIIe siècle, en même temps que le château de Maisons, édifié par François Mansart pour René de Longueil. Elles servaient d’entrée officielle au domaine. À l’époque, elles permettaient de contrôler l’accès au parc privé du château. En 1933, les Portes ont été inscrites à l’inventaire des monuments historiques.

## Description architecturale
Les Portes de Maisons-Laffitte sont composées de deux pavillons symétriques en pierre, coiffés de toits en ardoise à quatre pans. Les bâtiments présentent des éléments classiques: pilastres, corniches, et lucarnes. Entre ces pavillons se trouvait autrefois une grande grille en fer forgé, aujourd’hui disparue. L’ensemble est représentatif du style classique français du XVIIe siècle.

## Restauration
Plusieurs campagnes de restauration ont été menées pour préserver la structure et les détails architecturaux. Ces interventions ont permis de renforcer la maçonnerie, rénover les toitures et restaurer les éléments sculptés.

## Environnement
Les Portes ouvrent sur le parc de Maisons-Laffitte, un grand espace résidentiel de 400 hectares. Le parc est connu pour ses avenues arborées, ses villas élégantes et son atmosphère calme. Il s’agit d’une zone privée, bien que partiellement accessible au public.

## Protection
Les Portes sont inscrites au titre des monuments historiques depuis le 20 juillet 1933. Cette protection concerne l’ensemble architectural: les pavillons, les murs attenants et les anciennes grilles.

## Accès
Le site est accessible depuis le centre-ville de Maisons-Laffitte, facilement atteignable par la ligne A du RER ou la ligne L du Transilien (depuis Paris Saint-Lazare). Les Portes se situent à environ 500 mètres de la gare de Maisons-Laffitte.